# Olga Shimasaki
Olga Shimasaki Okada (Lima, febrero de 1944) es una reconocida bailarina peruana que ha integrado importantes compañías de danza en Latinoamérica, desempeñándose como intérprete, directora y maestra. En el Perú, fue directora del Ballet Nacional durante 25 años.Ha sido distinguida por el Ministerio de Cultura del Perú como “Personalidad Meritoria de la Cultura” en reconocimiento a su trayectoria y su labor en la difusión de la danza en el país.

## Biografía
Olga Shimasaki Okada, la menor de seis hermanos nació en Lima en febrero de 1944. Creció en un entorno donde el arte era fundamental en la vida familiar. Su madre, Carmen Rosa Okada, fue pianista y su padre, Luis Shimasaki, director de orquesta, promovieron la formación artística de sus hijos. Silvia Shimasaki, su quinta hermana, comenzó a estudiar ballet a los cuatro años con Rosita Ríos, hecho que influyó en el desarrollo artístico de Olga.
Olga se dedicó a aprender piano desde pequeña, con la intención de seguir los pasos de su madre. Sin embargo, su perspectiva cambió cuando Mocha Graña, madrina de su hermana Silvia, observó su talento en la danza japonesa. Mocha, reconocida en el ámbito de la danza, sugirió a su madre que Olga debería experimentar con el ballet. Aunque inicialmente no se sintió atraída por esta disciplina, su interés fue aumentando con el tiempo, lo que la llevaría a desarrollar una carrera en el ballet clásico.

## Formación
Olga Shimasaki comenzó sus estudios de ballet en la Asociación de Artistas Aficionados (AAA), donde fue instruida por maestros como Martha Ferradas, Dimitri Rostoff, Roger Fenonjois y Charles Dixon. Aunque inicialmente no mostró gran interés por la danza, su habilidad natural y la influencia de figuras reconocidas en el ámbito la impulsaron a dedicarse a esta disciplina. Además de su formación en el Perú, tiene estudios en Argentina, en donde tomó clases con María Ruanova, exdirectora del Teatro Colón de Buenos Aires, y en Chile, bajo la dirección de Aleksandr Prokófiev del Teatro Bolshói. También estudió piano y danza japonesa. En 1989, obtuvo su título profesional en la especialidad de danza clásica, lo que le permitió avanzar en su carrera.

## Trayectoria
Olga Shimasaki integró importantes compañías de danza en Latinoamérica. En 1973, en Santiago de Chile, se le otorga el reconocimiento de "Mejor Bailarina". Posteriormente, regresó a Lima debido a la enfermedad de su padre y se incorporó al Instituto Nacional de Ballet en donde comenzó a enseñar, además de desempeñarse como coreógrafa y bailarina.
Dentro de su labor profesional se destaca su trabajo en el Ballet Nacional del Perú, formado a partir de la unión del Instituto Nacional de Ballet, el Ballet San Marcos y el Ballet Moderno de Cámara. Esta institución estuvo desde 1979 bajo la dirección de Vera Stastny, seguida por Stella Puga, quien permaneció solo un año debido a dificultades administrativas. En 1987, tras la salida de Stella Puga, los bailarines votaron y eligieron a Shimasaki como encargada. El 8 de abril de 1988, fue oficialmente nombrada como directora del Ballet Nacional, cargo que ocupó durante 26 años.
A pesar de las dificultades iniciales, como la falta de un lugar fijo para ensayar, bajo su liderazgo, el Ballet Nacional consolidó su prestigio a nivel nacional e internacional. En reconocimiento a su trayectoria y su labor, el Ministerio de Cultura del Perú la distinguió como “Personalidad Meritoria de la Cultura” en el 2012.

## Reconocimientos
El 28 de abril de 2012, Olga Shimazaki fue distinguida como Personalidad Meritoria de la Cultura, "en mérito a su trayectoria como directora del Ballet Nacional, principal compañía profesional de danza del Perú, así como a su permanente labor en la difusión de la danza en el país y su destacada carrera como bailarina y coreógrafa".